# Taxiphyllum wissgrillii
Espèce
Synonymes
- Eurhynchium depressum (Brid.) Milde[1] [2]
- Hypnum confertum var. depressum Brid.[1] [2]
- Hypnum depressum (Brid.) Bruch[2]
- Hypnum lapidinum Wilson[1] [2]
- Hypnum wissgrillii Garov.[2]
- Isopterygium depressum (Brid.) Mitt.[2]
- Pancovia depressa (Brid.) Pire[2]
- Rhynchostegium depressum (Brid.) Schimp.[2]
- Taxiphyllum depressum (Brid.) Reimers[1] [2]

Taxiphyllum wissgrillii est une espèce de bryophytes de la famille des Hypnaceae.